# Stade Général Eyadema
Het Stade omnisport de Lomé is een multifunctioneel stadion in Lomé, een stad in Togo. Het stadion wordt vooral gebruikt voor voetbalwedstrijden. In het stadion is plaats voor 20.000 toeschouwers. Het stadion werd geopend in 1968.